# Eremosparton
Genre
Eremosparton est un genre de plantes à fleurs dicotylédones de la famille des Fabaceae, sous-famille des Faboideae, originaire d'Eurasie, qui comprend trois espèces acceptées.

## Liste d'espèces
Selon Catalogue of Life (20 octobre 2018) :
- Eremosparton aphyllum (Pall.)Fisch. & C.A.Mey.
- Eremosparton flaccidum Litv.
- Eremosparton songoricum (Litv.)Vassilcz.